# Yoyes
Pour plus de détails, voir Fiche technique et Distribution.
Yoyes est un film espagnol réalisé par Helena Taberna, sorti en 2000.

## Synopsis
Au début des années 1970, Dolores González Catarain « Yoyes », une jeune femme, rejoint l'ETA à Ordizia.

## Fiche technique
- Titre : Yoyes
- Réalisation : Helena Taberna
- Scénario : Andrés Martorell et Helena Taberna, avec la collaboration de Patxi Amezcua
- Musique : Ángel Illarramendi
- Photographie : Federico Ribes
- Montage : Rosario Sáinz de Rozas
- Production : Enrique Cerezo, Antoine de Clermont-Tonnerre et José Luis Garci
- Société de production : MACT Productions
- Pays :  Espagne
- Genre : Drame et historique
- Durée : 104 minutes
- Dates de sortie : 
  -  Espagne : 31 mars 2000
  -  France : 14 mars 2001

## Distribution
- Ana Torrent : Yoyes
- Ernesto Alterio : Joxean
- Florence Pernel : Hélène
- Ramón Langa : Koldo
- Iñaki Aierra : Argi
- Ruth Núñez : Bego
- Martxelo Rubio : Kizkur
- Gonzalo Gonzalo : Zaldu
- Asier Hernández : Kaska
- Aizpea Goenaga : Chica Kaska
- Mikel Albisu : le père de Yoyes
- Pilar Rodríguez : la mère de Yoyes
- Juanma Rodríguez : Aitor
- Anartz Zuazua : Manu
- Isabel Ordaz : Ana
- Arantxa Iglesias : Rosa
- Adolfo Fernández : Don Roberto
- Javier Sandoval : Fernando
- Manuel Morón : Pedro

## Distinctions
Le film a été présenté en sélection officielle en compétition au Festival international du film de Karlovy Vary 2000 et a reçu le prix du meilleur premier film au Festival international du film de Carthagène 2001.